# يوجرت زوبا
يوجرت زوبا (بالألبانية: Eugert Zhupa‏) (ولد في عام 1990  م) هو دراج، ألباني.

## سباقات أو مراحل فاز بها
| التاريخ       | السباق                          | المركز                  |
| ------------- | ------------------------------- | ----------------------- |
| 03 يوليو 2016 | Balkan Elite Road Classics 2016 | الفائز في التصنيف العام |
| 28 مايو 2017  | طواف إيطاليا 2017               | التاسع في تصنيف النقاط  |
| 27 مايو 2018  | طواف إيطاليا 2018               | التاسع في تصنيف النقاط  |

## روابط خارجية
- يوجرت زوبا على موقع الاتحاد الدولي للدراجات (الإنجليزية)
- يوجرت زوبا على موقع أرشيف الدراجات (الإنجليزية)
- يوجرت زوبا على موقع إحصائيات الدراجات الإحترافية (الإنجليزية)
- يوجرت زوبا على موقع نسبة الدراجات (الإنجليزية)
- يوجرت زوبا على موقع CycleBase (الإنجليزية)